# Gleichenella
Gleichenella es un género monotípico de helechos perteneciente a la familia Gleicheniaceae. Su única especie: Gleichenella pectinata (Willd.) Ching, es originaria de América, en Venezuela.

## Sinonimia
- Acropterygium pectinatum (Willd.) Nakai
- Dicranopteris nitida (C. Presl) Nakai
- Dicranopteris pectinata (Willd.) Underw.
- Gleichenia linearis var. depauperata H.Christ
- Gleichenia nitida C.Presl
- Gleichenia pectinata (Willd.) C. Presl
- Gleichenia pectinata var. sublinearis H.Christ
- Mertensia brasiliana Desv.
- Mertensia elata Desv.
- Mertensia emarginata Raddi
- Mertensia glaucescens Humb. & Bonpl. ex Willd.
- Mertensia glaucescens var. mexicana Fée
- Mertensia nitida (C. Presl) C. Presl
- Mertensia pectinata Willd.[1]